# Vaja
Vaja (poprzednio Nyírvaja) – miasto na Węgrzech, w komitacie Szabolcs-Szatmár-Bereg, w powiecie Mátészalka. Jest położone w Nyírségu, oddalone od Mátészalki o 14,5 km.

## Demografia
W 2001 96% ludności miasta stanowili Węgrzy, a 4% – Romowie.